# Black Widower
Black Widower, llamado Viudo negro en España y El viudo negro en Hispanoamérica, es un capítulo perteneciente a la tercera temporada de la serie animada Los Simpson, emitido originalmente el 9 de abril de 1992. El episodio fue escrito por Jon Vitti y dirigido por David Silverman. Kelsey Grammer fue la estrella invitada, interpretando por segunda vez a Sideshow Bob.

## Sinopsis
Todo comienza cuando Homer, Bart y Lisa ven un programa de títeres dinosaurios, mientras Marge prepara una cena en familia con motivo de conocer al nuevo novio de la tía Selma, de quien se sabe, es un exconvicto. Patty les cuenta que su hermana Selma decidida a no quedarse sola, se inscribió a un programa de búsqueda de parejas que les ofrecieron a los presos de la cárcel. Una vez que llega Selma, ella les presenta a su novio, que resulta ser Sideshow Bob, el gran enemigo de Bart quien acaba de salir de prisión tras haber cumplido su condena luego de haber acusado a Krusty de un asalto y fuera a la cárcel porque Bart lo descubrió. Durante la cena, relata la historia de su estadía en la Prisión de Springfield. Les cuenta también que había alimentado su hambre de venganza por Bart, pero que al entrar Selma en su vida, ya no deseaba vengarse del niño y se había esforzado por ser un prisionero ejemplar y así lograr su libertad condicional. La historia de Bob en prisión hace que los Simpson comiencen a verlo con buenos ojos, todos excepto Bart, quien no está convencido y sabe que Bob sigue siendo el mismo de siempre. Bob, luego, le agradece a Bart por haberlo mandado a prisión, ya que eso le permitió conocer a Selma. Momentos después, Bob le propone matrimonio a Selma frente a la familia y Bart le advierte que no lo acepte pero Selma lo ignora y acepta, feliz.
Bob aparece luego en el programa para recaudar fondos de Krusty (Krusty´s Telethon) y se reconcilía inmediatamente con él; Lisa, le dice a Bart que si el mismo Krusty lo perdonó, él también lo haga, pero Bart se niega y sigue firme en su convicción de que Bob no ha cambiado. 
Durante los preparativos de la boda, Bob le habla sobre el problema de la boda y sobre cuánto pagó por salir de prisión, pero Selma le informa que lo solucionó. Luego Selma descubre que Bob odia a su amado MacGyver y no puede ocultarlo, la pareja queda a punto de romperse lo que causa la satisfacción de Bart. Homer, entonces, les explica la solución que usaban Marge y él cuando no estaban de acuerdo en lo que veían por televisión: él se iba a tomar unas cervezas y volvía "más enamorado de lo que estaba cuando se fue". Bob está de acuerdo en hacer lo mismo (aunque en su caso, realizaría una caminata vespertina) cuando Selma mirase MacGyver. 
Cuando llega el día de la boda de Selma, muchos de los habitantes de Springfield están presentes, incluso el jefe Wiggum, a quien también Bart pregunta si confía en él pero el jefe también cree que Bob ha cambiado. Selma y Bob se van a su luna de miel y antes de irse Selma les anuncia a todos los invitados que tiene un propósito ahora que se casa, dejar de fumar por lo menos hasta terminar de ver MacGyver. En el camino Bob le dice a Selma que está dormida en sus brazos sus intenciones por matarla (Demostrando que no ha cambiado nada). Poco después les envían a la familia una cinta que grabaron del hotel donde están hospedados y la cámara capta una imagen de Bob enfurecido con uno de los encargados del hotel, ya que no le habían dado la habitación que había pedido, una que tuviera chimenea, lo cual le llama a Bart la atención.  
Durante la luna de miel una noche, Selma se va a ver a MacGyver, mientras que Bob durante su caminata vespertina va al restaurante del hotel para tomar unos tragos. Cuando él está bebiendo, la habitación de Selma explota repentinamente. Bob está dichoso por haber conseguido matar a Selma y corre a pedir ayuda desesperadamente a los conserjes del hotel, ya que según él había habido un "accidente". En realidad, Bob había dejado la llave del gas de la chimenea abierta; ya que Selma en el pasado había perdido el sentido del gusto y olfato por un experimento de química, y nunca se dio cuenta de que la habitación se saturaba de gas. Y claro, después de ver a MacGyver siempre fumaba su cigarrillo habitual, pero en esa oportunidad, en cuanto hubiera una chispa, la habitación explotaría inmediatamente. 
Bob vuelve a la habitación para ver el cuerpo del Selma, y cuando voltea la silla donde estaba sentada, encuentra a Bart esperándolo para hacerle ver que lo descubrió, en ese momento aparece Selma viva, dándole una cachetada y queriendo el divorcio por intentar matarla. Al terminar de decir esto aparece la policía para aprehenderlo y él termina diciendo que sería libre en cuanto los demócratas volvieran al poder.
Arrestado y acabado con todo en su contra Bob pide que le expliquen cómo es que descifraron su plan. Bart, finalmente, cuenta que había logrado salvar a Selma porque había sospechado del enfado de Bob cuando no le habían asignado la habitación que él quería, la que tenía chimenea. Luego, al comenzar MacGyver, se dio cuenta de que Selma corría peligro tomando en cuenta que fumaría terminado el programa y después de 40 minutos de explicarle a Homer la situación la familia se convence y rápidamente se dirigen a Shelbyville (en donde estaban pasando Bob y Selma su luna de miel) para salvar a su tía y Bart consiguió detenerla cuando estuvo a punto de prender el fósforo para fumar. Se revela también que la habitación había explotado porque, para celebrar el éxito, Homer y los policías habían encendido cigarrillos cerca del cuarto lleno de gas y que el jefe Wiggum había arrojado un fósforo muy cerca de la habitación.
Bob es llevado a la prisión y Selma se siente mal por haberse dejado engañar. Marge finalmente dice que todos se dejaron creer por él pero hubo un niño que nunca perdió la desconfianza. Todos le agradecen a Bart por no haber confiado en Bob.

## Referencias culturales

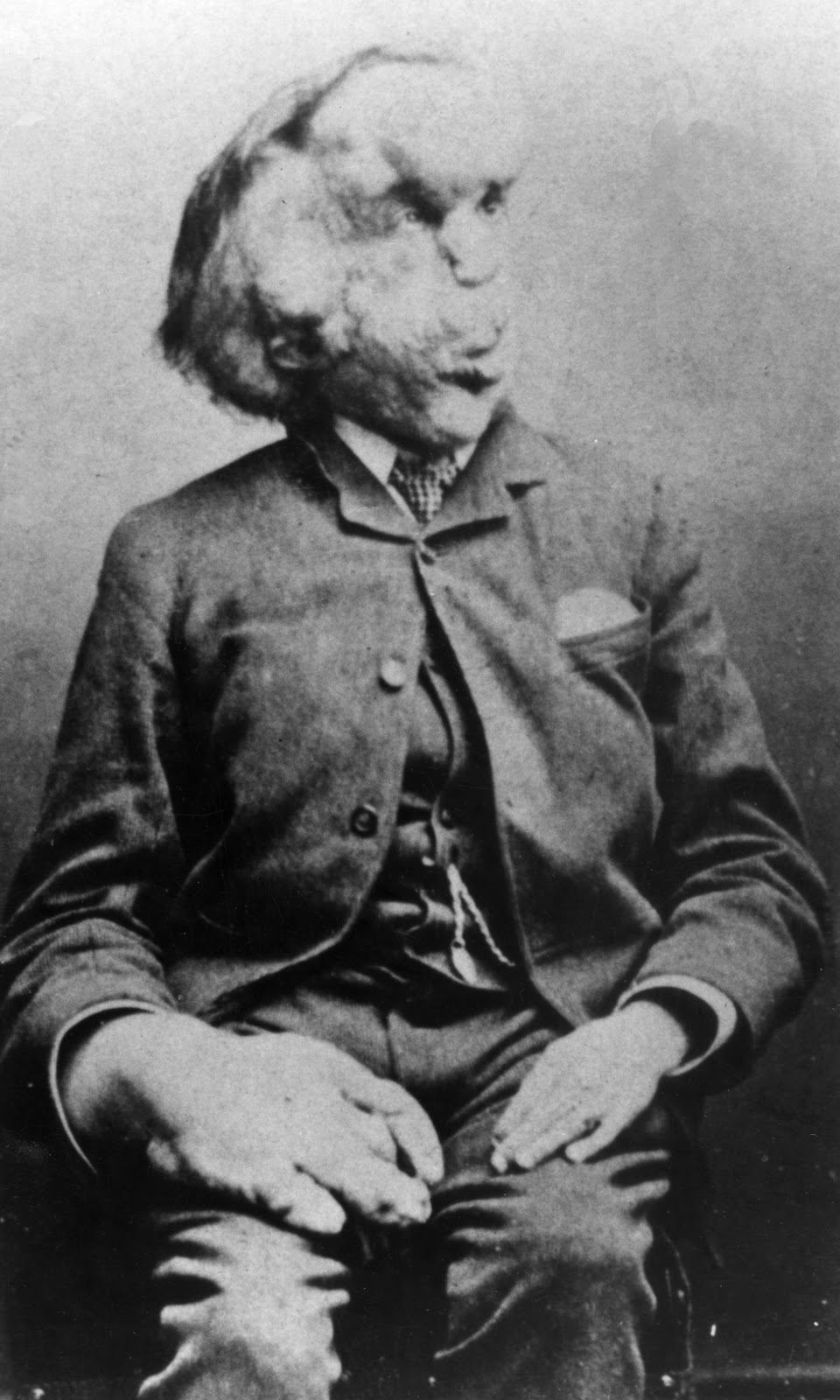
José Merrick (1862-1890). La fotografía se distribuyó entre el público en 1889 como carta de visita. Esta fotografía fue la primera.